# البرتو پرز زابالا
البرتو پرز زابالا (انگلیسی: Alberto Pérez Zabala; ۶ آوریل ۱۹۲۵ – ۷ اوت ۲۰۱۴) بازیکن فوتبال اهل اسپانیا بود.
از باشگاه‌هایی که در آن بازی کرده‌است می‌توان به باشگاه فوتبال اتلتیک بیلبائو، باشگاه فوتبال اسپورتینگ خیخون، باشگاه فوتبال اتلتیکو مادرید، و باشگاه فوتبال اتلتیک بیلبائو بی اشاره کرد.